# Кубок домашних наций 1896
Кубок домашних наций 1896 (англ. 1896 Home Nations Championship — Чемпионат домашних наций 1896) — четырнадцатый в истории регби Кубок домашних наций, прародитель современного регбийного Кубка шести наций. Во второй раз единоличным победителем кубка стала Ирландия.

## Итоговая таблица
| Место | Сборная   | Игры    | Игры   | Игры  | Игры      | Очки в матчах | Очки в матчах | Очки в матчах | Очки в турнире |
| Место | Сборная   | Сыграно | Победы | Ничьи | Проигрыши | Забито        | Пропущено     | Разница       | Очки в турнире |
| ----- | --------- | ------- | ------ | ----- | --------- | ------------- | ------------- | ------------- | -------------- |
| 1     | Ирландия  | 3       | 2      | 1     | 0         | 18            | 8             | +10           | 5              |
| 2     | Шотландия | 3       | 1      | 1     | 1         | 11            | 6             | +5            | 3              |
| 3     | Англия    | 3       | 1      | 0     | 2         | 29            | 21            | +8            | 2              |
| 4     | Уэльс     | 3       | 1      | 0     | 2         | 10            | 33            | −23           | 2              |

## Сыгранные матчи
- 4 января 1896, Лондон: Англия 25:0 Уэльс
- 25 января 1896, Кардифф: Уэльс 6:0 Шотландия
- 1 февраля 1896, Лидс: Англия 4:10 Ирландия
- 15 февраля 1896, Дублин: Ирландия 0:0 Шотландия
- 14 марта 1896, Дублин: Ирландия 8:4 Уэльс
- 14 марта 1896, Глазго: Шотландия 11:0 Англия